# 스기모토 기미타카
스기모토 기미타카(일본어: 杉本 公孝, 1938년 7월 4일 ~ )는 일본의 전 프로 야구 선수이다. 야마구치현 이와쿠니시 출신이며 현역 시절 포지션은 내야수였다.

## 인물
야마구치 현립 이와쿠니 고등학교 시절에는 팀의 에이스 가나자와 히로시(와세다 대학 - 다이쇼와 제지에서 활약)를 거느리고 1955년 추계 주고쿠 대회 야마구치현 예선에서 준결승에 진출했지만 야마구치 고등학교에게 패했다. 이듬해 1956년 춘계 야마구치 대회에서 결승에 진출하여 야나이 고등학교를 누르고 우승을 차지했다. 하지만 같은 해 하계 고시엔 야마구치현 대회 예선에서 패한 바람에 고시엔 대회에 출전하지 못했다.
졸업 후 릿쿄 대학에 진학하여 도쿄 6대학 야구 리그에서는 나가시마 시게오의 후계 3루수로서 활약했는데 릿쿄 대학의 후기 황금 시대를 이끄는 등 재학 중에 5회 우승, 전일본 대학 야구 선수권 대회에서 2회 우승을 이끈 경험도 했다. 1959년 춘계 리그에서는 리그 사상 첫 5연패 달성이 예상됐으나 고교 동창인 가나자와를 주전 투수로 내세운 와세다 대학과의 맞대결에서 패해 2위로 마쳤다. 리그 통산 79경기 출전하여 283타수 72안타, 타율 0.254, 3홈런 등을 남겼고 1958년 춘계 리그에서 베스트 나인(3루수 부문)에 선정됐다. 대학교 1년 위인 모리타키 요시미, 다네모 마사유키, 다카바야시 쓰네오 등이 있었고 동기로는 아카이케 아키토시(중퇴)가 있다.
1961년 고쿠테쓰 스왈로스에 입단하여 그 해에 취임한 스나오시 구니노부 감독에 의해서 개막 이후부터 2번 타자 겸 유격수로 발탁됐고, 와세다 대학을 졸업하고 자신과 같이 입단한 도쿠타케 사다유키와 함께 ‘키스톤 콤비’를 구축해 나갔다. 1963년 도요다 야스미쓰의 이적에 의해 주전 유격수 자리를 내주는 등 15경기 출전에 그쳤지만 이듬해 1964년에는 쓰치야 마사타카를 대신해서 주전 2루수로 부활했다. 1964년 시즌에는 처음으로 규정 타석에 도달했다(28위, 타율 0.223). 하지만 이듬해 1965년에는 오카지마 히로지가 한큐 브레이브스에서 트레이드로 입단하여 출전 기회가 줄어들었고 1966년에 다이요 웨일스로 이적했다. 다이요에서도 뚜렷한 활약을 보여주지 못하고 1967년을 끝으로 현역에서 은퇴했다.

## 상세 정보

### 출신 학교
- 야마구치 현립 이와쿠니 고등학교
- 릿쿄 대학

### 선수 경력
- 고쿠테쓰 스왈로스·산케이 스왈로스(1961년 ~ 1965년)
- 다이요 웨일스(1966년 ~ 1967년)

### 등번호
- 1(1961년 ~ 1965년)
- 2(1966년 ~ 1967년)

### 연도별 타격 성적
| 연 도      | 소 속           | 경 기 | 타 석 | 타 수 | 득 점 | 안 타 | 2 루 타 | 3 루 타 | 홈 런 | 루 타 | 타 점 | 도 루 | 도 루 자 | 희 생 번 | 희 생 플 | 볼 넷 | 고 4 | 사 구 | 삼 진 | 병 살 타 | 타 율 | 출 루 율 | 장 타 율 | O P S |
| ---------- | --------------- | ----- | ----- | ----- | ----- | ----- | ------- | ------- | ----- | ----- | ----- | ----- | -------- | -------- | -------- | ----- | ---- | ----- | ----- | -------- | ----- | -------- | -------- | ----- |
| 1961년     | 고쿠테쓰 산케이 | 89    | 381   | 329   | 32    | 79    | 19      | 2       | 4     | 114   | 20    | 7     | 5        | 13       | 1        | 36    | 0    | 2     | 69    | 7        | .240  | .319     | .347     | .665  |
| 1962년     | 고쿠테쓰 산케이 | 110   | 357   | 313   | 24    | 58    | 12      | 2       | 3     | 83    | 12    | 5     | 3        | 11       | 2        | 26    | 3    | 5     | 67    | 4        | .185  | .259     | .265     | .524  |
| 1963년     | 고쿠테쓰 산케이 | 15    | 24    | 22    | 0     | 1     | 1       | 0       | 0     | 2     | 1     | 0     | 1        | 0        | 0        | 2     | 0    | 0     | 7     | 2        | .045  | .125     | .091     | .216  |
| 1964년     | 고쿠테쓰 산케이 | 127   | 458   | 417   | 38    | 93    | 9       | 1       | 10    | 134   | 36    | 5     | 2        | 7        | 1        | 32    | 0    | 1     | 56    | 6        | .223  | .280     | .321     | .601  |
| 1965년     | 고쿠테쓰 산케이 | 81    | 249   | 236   | 20    | 56    | 6       | 2       | 3     | 75    | 15    | 3     | 2        | 3        | 0        | 10    | 1    | 0     | 44    | 5        | .237  | .268     | .318     | .586  |
| 1966년     | 다이요          | 35    | 46    | 41    | 2     | 7     | 0       | 0       | 1     | 10    | 1     | 1     | 0        | 3        | 0        | 2     | 0    | 0     | 11    | 0        | .171  | .209     | .244     | .453  |
| 1967년     | 다이요          | 50    | 54    | 50    | 2     | 11    | 3       | 1       | 1     | 19    | 7     | 0     | 0        | 0        | 1        | 3     | 0    | 0     | 13    | 1        | .220  | .264     | .380     | .644  |
| 통산 : 7년 | 통산 : 7년      | 507   | 1569  | 1408  | 118   | 305   | 50      | 8       | 22    | 437   | 92    | 21    | 13       | 37       | 5        | 111   | 4    | 8     | 267   | 25       | .217  | .278     | .310     | .588  |

- 고쿠테쓰(고쿠테쓰 스왈로스)는 1965년 시즌 도중에 산케이(산케이 스왈로스)로 구단명을 변경